# 迪安FCO
迪安FCO（法語：Dijon Football Côte d'Or，法語發音：[diʒɔ̃ koʊt daˈor]，簡稱Dijon FCO或更簡單的Dijon）是位於法國勃艮第-弗朗什-孔泰大区科多尔省省會第戎的足球會，於1998年由兩支同市本地球隊合併而成立，於2011年取得法乙第3位升班到法国足球甲级联赛作賽。但於2011/12年度法甲球季20支球隊中只取得第19位，要降回法乙比賽。2023年降回法國全國聯賽。

## 外部連結
- （法文） 官方網站 （页面存档备份，存于）